# Boris Morozov
Boris Ivanovitch Morozov (en russe Борис Иванович Морозов ; 1590-1661) est un boyard et homme d'état russe qui dirigea le gouvernement russe pendant le début du règne du Tsar Alexis, dont il fut tuteur et beau-frère.
Au cours de sa longue carrière au Kremlin, Morozov supervisa un certain nombre d'organes du gouvernement (appelés prikazy) – notamment le Grand Trésor, ou les Streltsy. Aspirant à augmenter les revenus du trésor, Morozov réduit les salaires des fonctionnaires et introduit une taxe indirecte élevée sur le sel. Ces mesures provoquèrent la révolte du sel (en) en 1648. Les rebelles exigèrent que Morozov leur soit remis, mais le tsar le protégea dans son palais et l'envoya en exil fictif dans le monastère de Kirillo-Belozersky. Quatre mois plus tard, il revint à Moscou. 
En 1649, il prit une part active dans la préparation de la Sobornoye Ulozheniye, un code juridique qui perdura jusqu'au XIXe siècle. Au début des années 1650, tout en maintenant un profil bas, il est rappelé au gouvernement.
Homme riche, il possédait 55 000 paysans et plusieurs moulins, distilleries, et usines qui produisaient du fer, de la brique, et du sel. Sa belle-sœur, Boyarynya Morozova, fut une importante partisane du mouvement des Vieux-Croyants.